# Monclar (Gers)
Pour les articles homonymes, voir Monclar.
Monclar (Montclar d'Armanhac en gascon) est une commune française située dans le nord-ouest du département du Gers en région Occitanie. Sur le plan historique et culturel, la commune est dans le Bas-Armagnac, ou Armagnac noir, un pays s'inscrivant entre les vallées de l'Auzoue, la Gélise, la Douze et du Midou.
Exposée à un climat océanique altéré, elle est drainée par le Loumné et par divers autres petits cours d'eau. La commune possède un patrimoine naturel remarquable composé de deux zones naturelles d'intérêt écologique, faunistique et floristique.
Monclar est une commune rurale qui compte 225 habitants en 2022.  Ses habitants sont appelés les Monclarais ou  Monclaraises.

## Géographie

### Localisation
La commune est limitrophe du département des Landes.

### Communes limitrophes
Les communes limitrophes sont  Cazaubon, Estang, Labastide-d'Armagnac, Larée, Lias-d'Armagnac et Mauléon-d'Armagnac.
|                    | Labastide-d'Armagnac (Landes) |          |
| Mauléon-d'Armagnac | Monclar                       | Cazaubon |
| Estang             | Lias-d'Armagnac               | Larée    |

### Géologie et relief
Monclar se situe en zone de sismicité 1 (sismicité très faible).

### Hydrographie

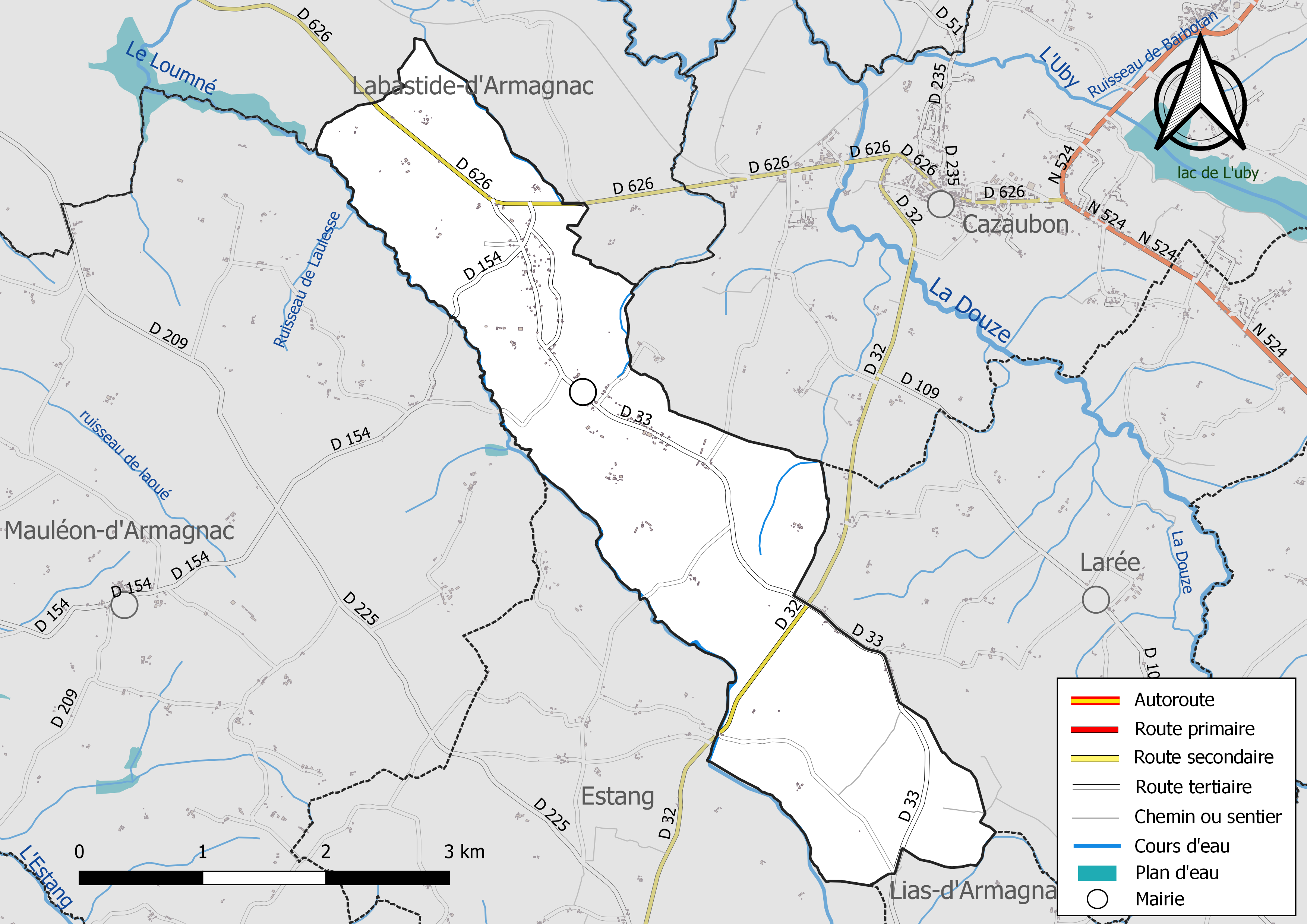
Réseaux hydrographique et routier de Monclar.

La commune est dans le bassin de l'Adour, au sein du bassin hydrographique Adour-Garonne. Elle est drainée par le Loumné et le ruisseau de Jaurey et par divers petits cours d'eau, qui constituent un réseau hydrographique de 5 km de longueur totale,.
Le Loumné, d'une longueur totale de 12,7 km, prend sa source dans la commune d'Estang et s'écoule du sud-est vers le nord-ouest. Il traverse la commune et se jette dans la Douze à Labastide-d'Armagnac, après avoir traversé 4 communes.

### Climat
Pour des articles plus généraux, voir Climat de l'Occitanie et Climat du Gers.
En 2010, le climat de la commune est de type climat océanique altéré, selon une étude s'appuyant sur une série de données couvrant la période 1971-2000. En 2020, Météo-France publie une typologie des climats de la France métropolitaine dans laquelle la commune est toujours exposée à un climat océanique altéré et est dans la région climatique Aquitaine, Gascogne, caractérisée par une pluviométrie abondante au printemps, modérée en automne, un faible ensoleillement au printemps, un été chaud (19,5 °C), des vents faibles, des brouillards fréquents en automne et en hiver et des orages fréquents en été (15 à 20 jours).
Pour la période 1971-2000, la température annuelle moyenne est de 13,1 °C, avec une amplitude thermique annuelle de 14,7 °C. Le cumul annuel moyen de précipitations est de 942 mm, avec 11,2 jours de précipitations en janvier et 7,2 jours en juillet. Pour la période 1991-2020, la température moyenne annuelle observée sur la station météorologique la plus proche, située sur la commune de Créon-d'Armagnac à 8 km à vol d'oiseau, est de 13,1 °C et le cumul annuel moyen de précipitations est de 865,3 mm,. Pour l'avenir, les paramètres climatiques de la commune estimés pour 2050 selon différents scénarios d’émission de gaz à effet de serre sont consultables sur un site dédié publié par Météo-France en novembre 2022.

### Milieux naturels et biodiversité
L’inventaire des zones naturelles d'intérêt écologique, faunistique et floristique (ZNIEFF) a pour objectif de réaliser une couverture des zones les plus intéressantes sur le plan écologique, essentiellement dans la perspective d’améliorer la connaissance du patrimoine naturel national et de fournir aux différents décideurs un outil d’aide à la prise en compte de l’environnement dans l’aménagement du territoire.
Une ZNIEFF de type 1 est recensée sur la commune :
les « bois et landes de la Clotte, la Tauziole et Labadie » (792 ha), couvrant 4 communes du département et une ZNIEFF de type 2, : 
« la Douze et milieux annexes » (11 575 ha), couvrant 29 communes dont 26 dans le Gers et trois dans les Landes.

Carte des ZNIEFF de type 1 et 2 à Monclar.
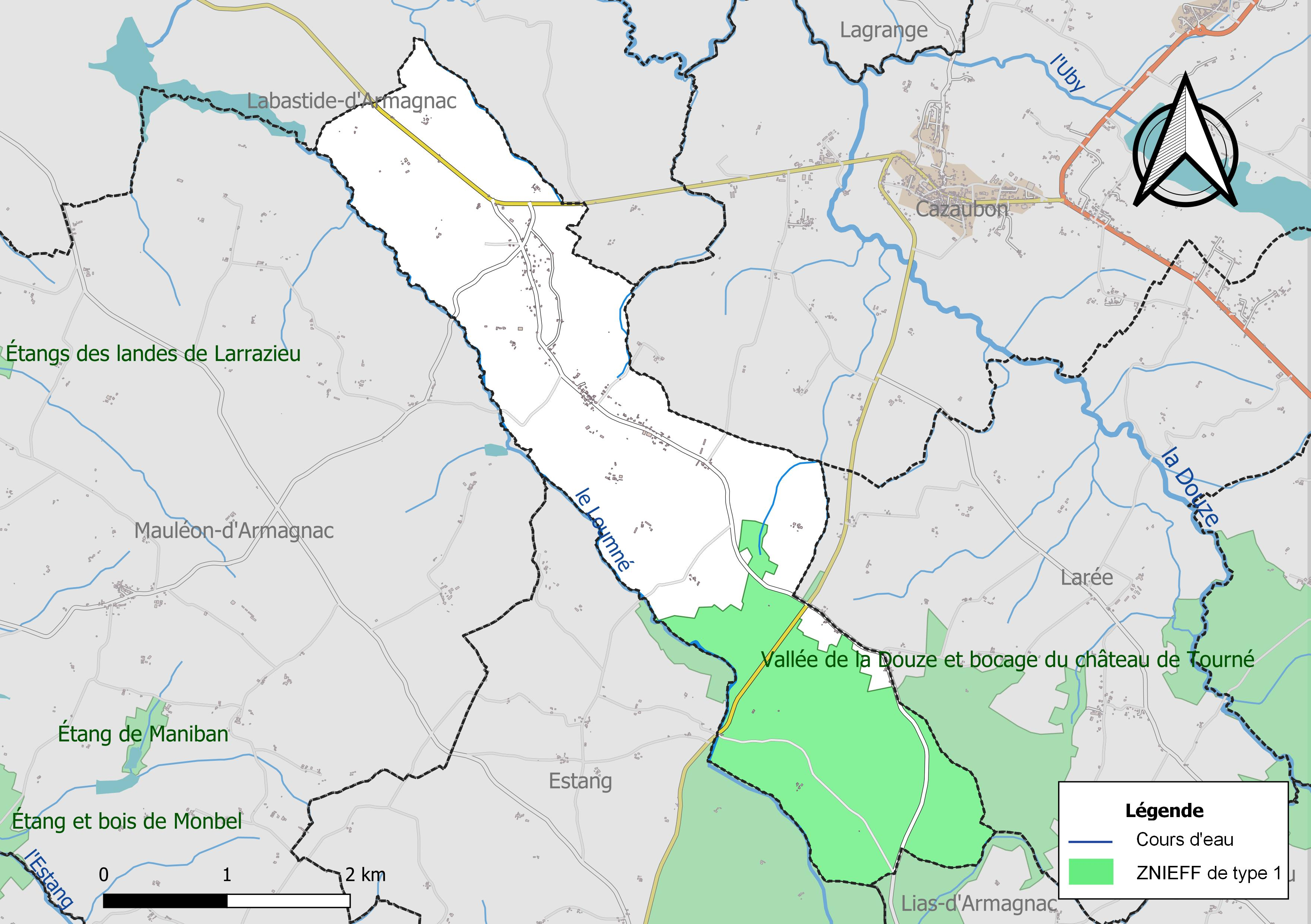
Carte de la ZNIEFF de type 1 sur la commune.
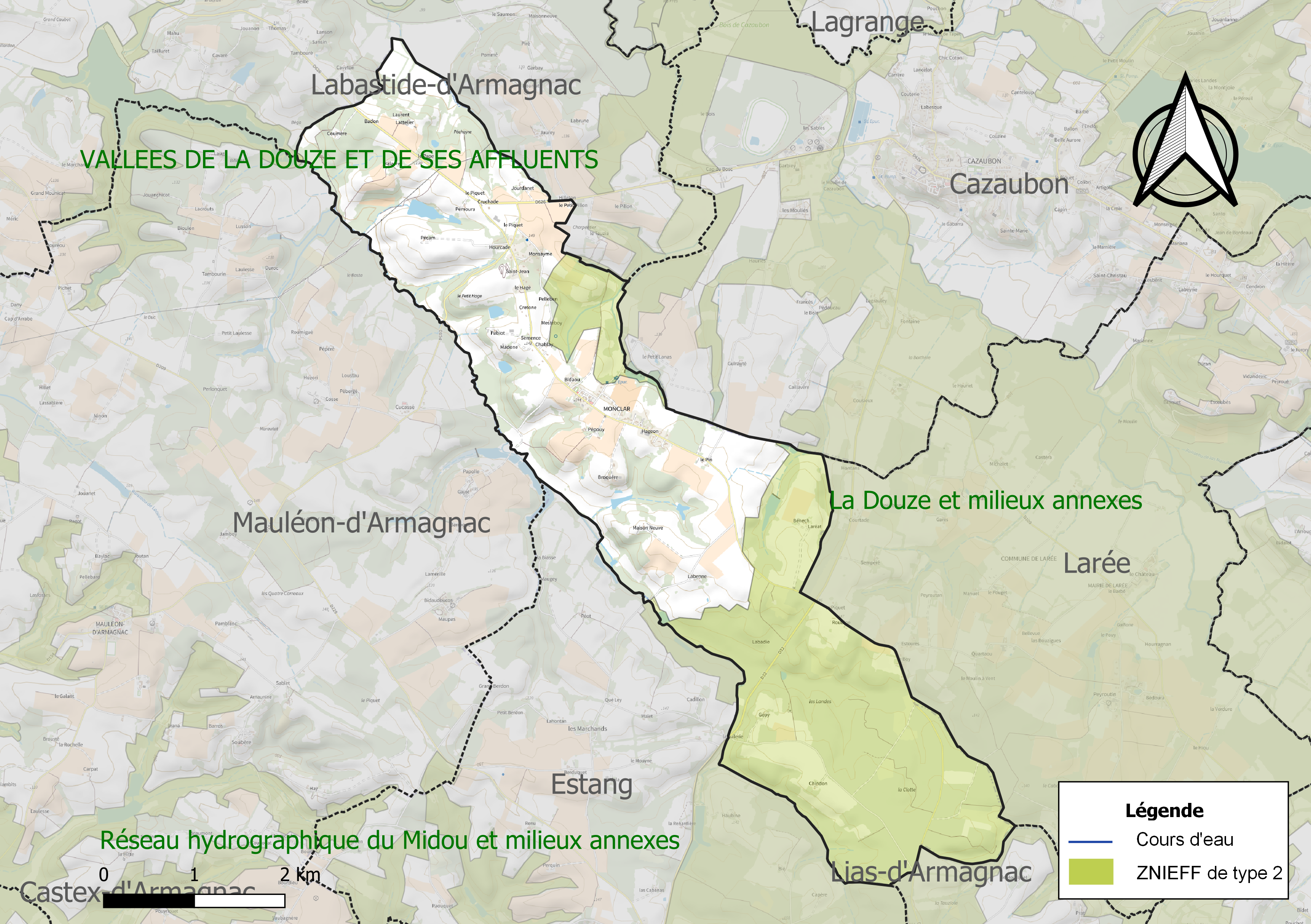
Carte de la ZNIEFF de type 2 sur la commune.

## Urbanisme

### Typologie
Au 1er janvier 2024, Monclar est catégorisée commune rurale à habitat dispersé, selon la nouvelle grille communale de densité à sept niveaux définie par l'Insee en 2022.
Elle est située hors unité urbaine et hors attraction des villes,.

### Occupation des sols

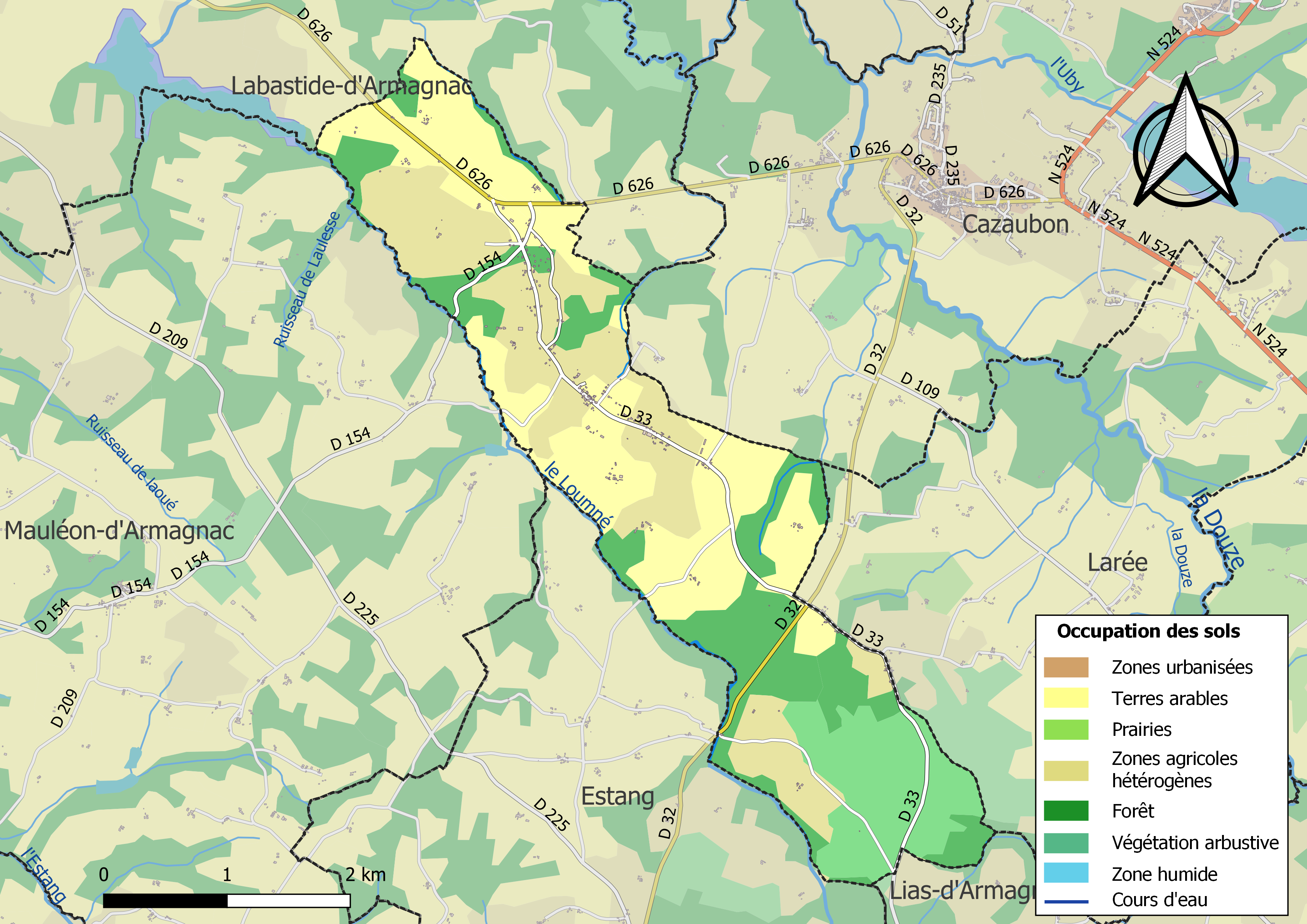
Carte des infrastructures et de l'occupation des sols de la commune en 2018 (CLC).

L'occupation des sols de la commune, telle qu'elle ressort de la base de données européenne d’occupation biophysique des sols Corine Land Cover (CLC), est marquée par l'importance des territoires agricoles (61,8 % en 2018), une proportion sensiblement équivalente à celle de 1990 (62,1 %). La répartition détaillée en 2018 est la suivante : 
terres arables (30 %), zones agricoles hétérogènes (27,2 %), forêts (24,4 %), milieux à végétation arbustive et/ou herbacée (13,8 %), cultures permanentes (4,6 %). L'évolution de l’occupation des sols de la commune et de ses infrastructures peut être observée sur les différentes représentations cartographiques du territoire : la carte de Cassini (XVIIIe siècle), la carte d'état-major (1820-1866) et les cartes ou photos aériennes de l'IGN pour la période actuelle (1950 à aujourd'hui).

### Risques majeurs
Le territoire de la commune de Monclar est vulnérable à différents aléas naturels : météorologiques (tempête, orage, neige, grand froid, canicule ou sécheresse) et séisme (sismicité très faible). Un site publié par le BRGM permet d'évaluer simplement et rapidement les risques d'un bien localisé soit par son adresse soit par le numéro de sa parcelle.

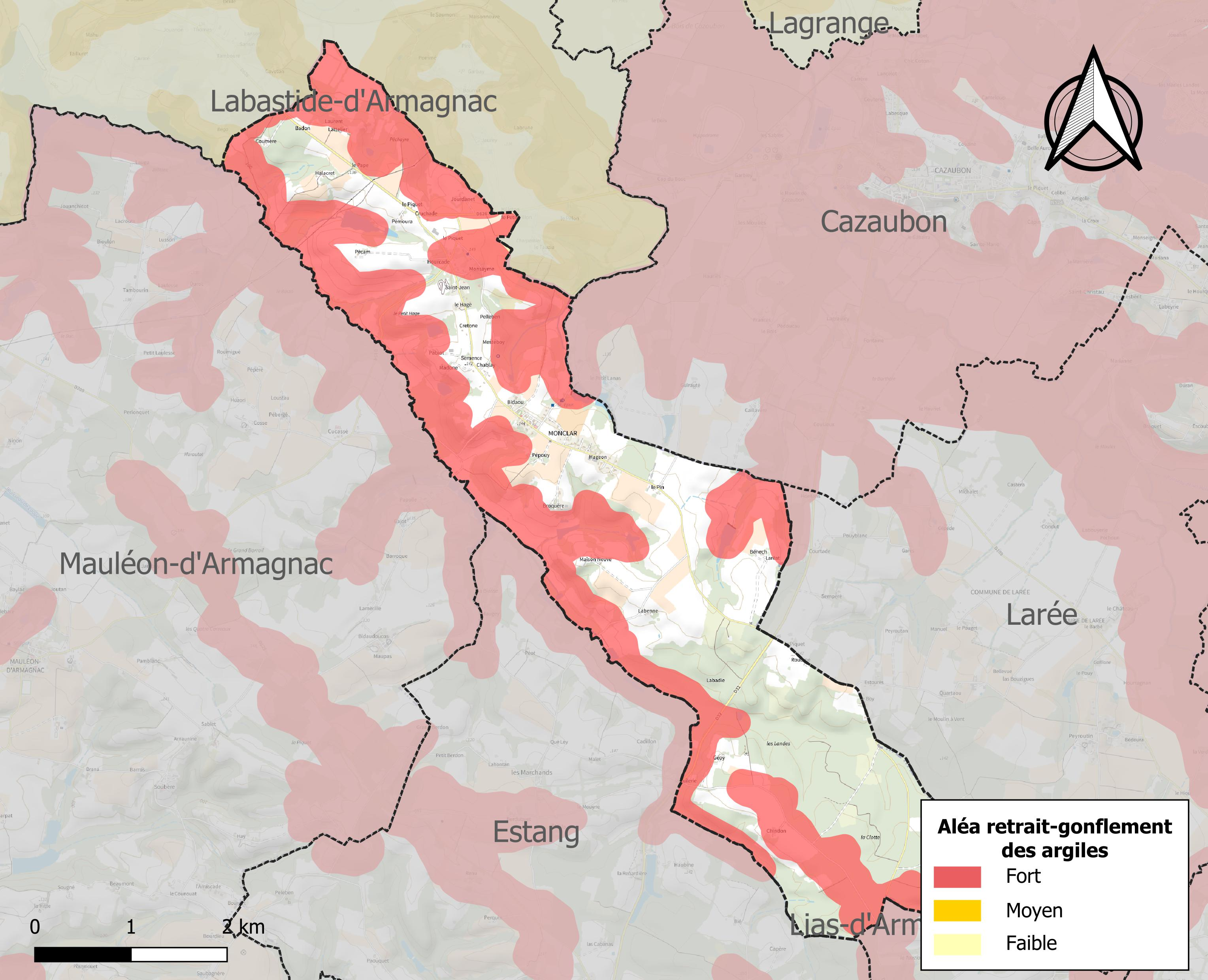
Carte des zones d'aléa retrait-gonflement des sols argileux de Monclar.

Le retrait-gonflement des sols argileux est susceptible d'engendrer des dommages importants aux bâtiments en cas d’alternance de périodes de sécheresse et de pluie. 47,7 % de la superficie communale est en aléa moyen ou fort (94,5 % au niveau départemental et 48,5 % au niveau national). Sur les 107 bâtiments dénombrés sur la commune en 2019, 24 sont en aléa moyen ou fort, soit 22 %, à comparer aux 93 % au niveau départemental et 54 % au niveau national. Une cartographie de l'exposition du territoire national au retrait gonflement des sols argileux est disponible sur le site du BRGM,.
Par ailleurs, afin de mieux appréhender le risque d’affaissement de terrain, l'inventaire national des cavités souterraines permet de localiser celles situées sur la commune.
La commune a été reconnue en état de catastrophe naturelle au titre des dommages causés par les inondations et coulées de boue survenues en 1999 et 2009. Concernant les mouvements de terrains, la commune a été reconnue en état de catastrophe naturelle au titre des dommages causés par la sécheresse en 1989, 1993 et 2002 et par des mouvements de terrain en 1999.

## Politique et administration
| Période | Période  | Identité            | Étiquette | Qualité  |
| ------- | -------- | ------------------- | --------- | -------- |
| 1792    | 1795     | Mathieu Campagne    |           |          |
| 1795    | 1797     | Jean Chiberry       |           |          |
| 1797    | 1800     | Pierre Paillac      |           |          |
| 1800    | 1830     | Jean-pierre Rozis   |           |          |
| 1830    | 1832     | Pierre Beyrie       |           |          |
| 1832    | 1833     | Jean-pierre Rozis   |           |          |
| 1833    | 1834     | Jean Jaurrey        |           |          |
| 1834    | 1844     | Jean Charles Rozis  |           |          |
| 1844    | 1848     | Pierre Chiberry     |           |          |
| 1848    | 1856     | Joseph Corrent      |           |          |
| 1856    | 1871     | Jean Laporte        |           |          |
| 1871    | 1876     | Ferdinand Rozis     |           |          |
| 1876    | 1880     | Jean Laporte        |           |          |
| 1880    | 1881     | Pierre Brunan       |           |          |
| 1881    | 1884     | Ferdinand Rozis     |           |          |
| 1884    | 1892     | Joseph Corrent (de) |           |          |
| 1892    | 1931     | Jean Laffitte       |           |          |
| 1931    | 1935     | Henri Laffitte      |           |          |
| 1935    | 1941     | Paul Cames          |           |          |
| 1941    | 1944     | Joseph Glize        |           |          |
| 1944    | 1945     | Joseph Lajus        |           |          |
| 1945    | 1947     | Jean Duffau         |           |          |
| 1947    | 1965     | Alfred Brannenx     |           |          |
| 1965    | 1995     | Marc Pesquidoux     | PS        |          |
| 1995    | En cours | Josette Fitte       | PS        | Employée |

## Démographie
L'évolution du nombre d'habitants est connue à travers les recensements de la population effectués dans la commune depuis 1793. Pour les communes de moins de 10 000 habitants, une enquête de recensement portant sur toute la population est réalisée tous les cinq ans, les populations de référence des années intermédiaires étant quant à elles estimées par interpolation ou extrapolation. Pour la commune, le premier recensement exhaustif entrant dans le cadre du nouveau dispositif a été réalisé en 2004.

En 2022, la commune comptait 225 habitants, en évolution de +22,95 % par rapport à 2016 (Gers : +1,04 %, France hors Mayotte : +2,11 %).
| 1793 | 1800 | 1806 | 1821 | 1831 | 1841 | 1846 | 1851 | 1856 |
| ---- | ---- | ---- | ---- | ---- | ---- | ---- | ---- | ---- |
| 260  | 251  | 277  | 334  | 341  | 336  | 335  | 337  | 315  |

| 1861 | 1866 | 1872 | 1876 | 1881 | 1886 | 1891 | 1896 | 1901 |
| ---- | ---- | ---- | ---- | ---- | ---- | ---- | ---- | ---- |
| 332  | 353  | 332  | 324  | 369  | 340  | 339  | 323  | 308  |

| 1906 | 1911 | 1921 | 1926 | 1931 | 1936 | 1946 | 1954 | 1962 |
| ---- | ---- | ---- | ---- | ---- | ---- | ---- | ---- | ---- |
| 296  | 270  | 207  | 222  | 217  | 222  | 213  | 235  | 219  |

| 1968 | 1975 | 1982 | 1990 | 1999 | 2004 | 2006 | 2009 | 2014 |
| ---- | ---- | ---- | ---- | ---- | ---- | ---- | ---- | ---- |
| 162  | 147  | 144  | 153  | 129  | 156  | 172  | 194  | 190  |

| 2019 | 2022 | - | - | - | - | - | - | - |
| ---- | ---- | - | - | - | - | - | - | - |
| 211  | 225  | - | - | - | - | - | - | - |

## Économie

### Revenus
En 2018  (données Insee publiées en septembre 2021), la commune compte 86 ménages fiscaux, regroupant 197 personnes. La médiane du revenu disponible par unité de consommation est de 22 090 € (20 820 € dans le département).

### Emploi
|                | 2008  | 2013  | 2018  |
| -------------- | ----- | ----- | ----- |
| Commune        | 6,7 % | 6,2 % | 8,9 % |
| Département    | 6,1 % | 7,5 % | 8,2 % |
| France entière | 8,3 % | 10 %  | 10 %  |

En 2018, la population âgée de 15 à 64 ans s'élève à 119 personnes, parmi lesquelles on compte 71 % d'actifs (62,1 % ayant un emploi et 8,9 % de chômeurs) et 29 % d'inactifs,. Depuis 2008, le taux de chômage communal (au sens du recensement) des 15-64 ans est supérieur à celui du département, mais inférieur à celui de la France.
La commune est hors attraction des villes,. Elle compte 41 emplois en 2018, contre 37 en 2013 et 35 en 2008. Le nombre d'actifs ayant un emploi résidant dans la commune est de 77, soit un indicateur de concentration d'emploi de 53,7 % et un taux d'activité parmi les 15 ans ou plus de 49,5 %.
Sur ces 77 actifs de 15 ans ou plus ayant un emploi, 16 travaillent dans la commune, soit 21 % des habitants. Pour se rendre au travail, 97,5 % des habitants utilisent un véhicule personnel ou de fonction à quatre roues, 1,3 % s'y rendent en deux-roues, à vélo ou à pied et 1,3 % n'ont pas besoin de transport (travail au domicile).

### Activités hors agriculture
10 établissements sont implantés  à Monclar au 31 décembre 2019.
Le secteur du commerce de gros et de détail, des transports, de l'hébergement et de la restauration est prépondérant sur la commune puisqu'il représente 40 % du nombre total d'établissements de la commune (4 sur les 10 entreprises implantées  à Monclar), contre 27,7 % au niveau départemental.

### Agriculture
|               | 1988 | 2000 | 2010 | 2020 |
| ------------- | ---- | ---- | ---- | ---- |
| Exploitations | 22   | 18   | 8    | 2    |
| SAU (ha)      | 514  | 353  | 245  | 38   |

La commune est dans le Bas-Armagnac, une petite région agricole occupant une partie ouest du département du Gers. En 2020, l'orientation technico-économique de l'agriculture  sur la commune est l'élevage de volailles. Deux exploitations agricoles ayant leur siège dans la commune sont dénombrées lors du recensement agricole de 2020 (22 en 1988). La superficie agricole utilisée est de 38 ha,,.

## Culture locale et patrimoine

### Lieux et monuments

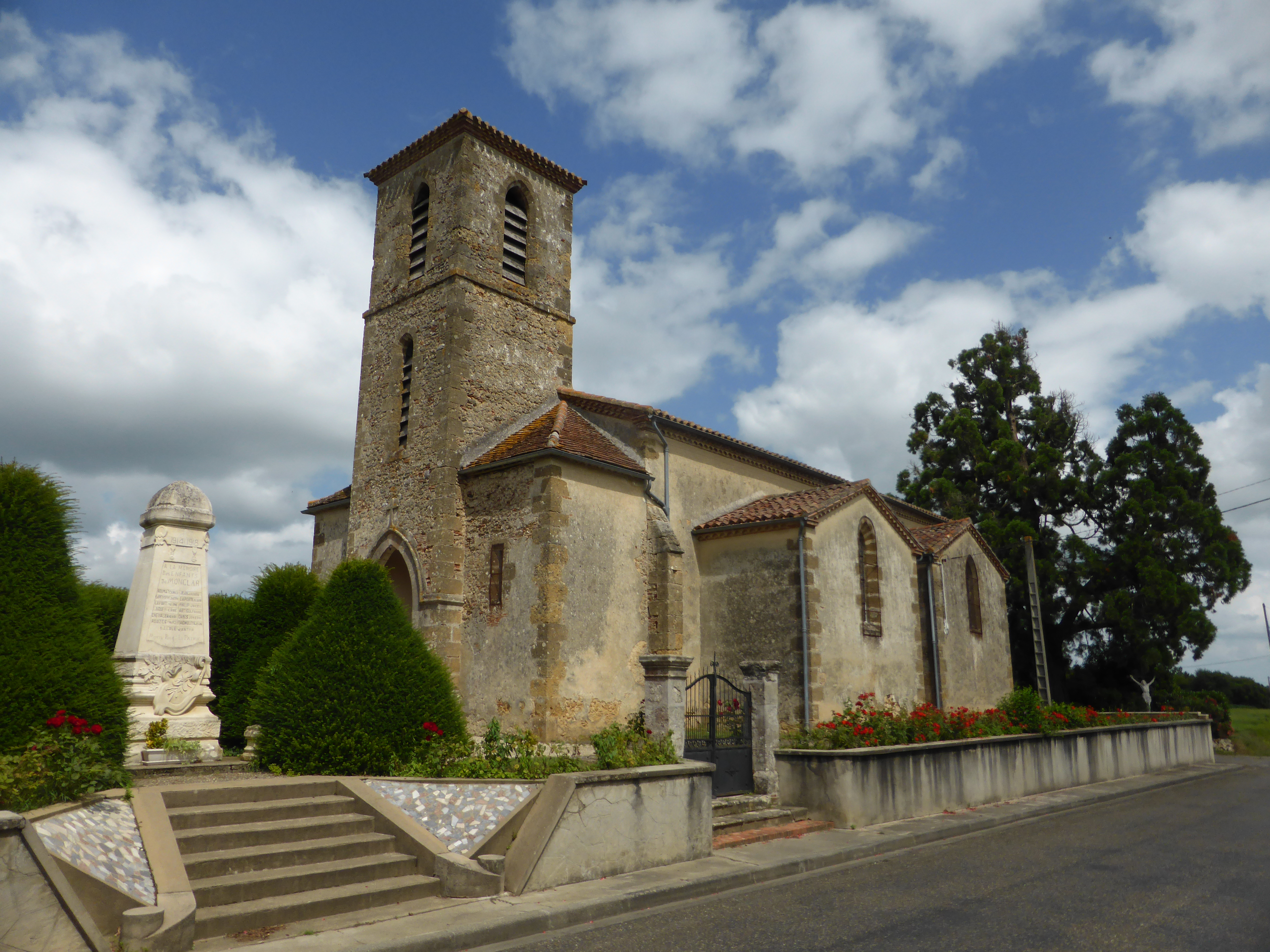
L'église de Monclar.

- Église Saint-Michel de Monclar.

### Héraldique
| Blason de Monclar | Blason  | D'azur à trois bandes d'or, à un lion de gueules brochant. |
| Blason de Monclar | Détails | Adopté en janvier 2024.                                    |